# قرار مجلس الأمن التابع للأمم المتحدة رقم 1082
قرار مجلس الأمن التابع للأمم المتحدة رقم 1082، المتخذ بالإجماع في 27 تشرين الثاني / نوفمبر 1996، بعد التذكير بالقرارات السابقة بما في ذلك القرار 1046 (1996) و1058 (1996)، مدد المجلس ولاية قوة الأمم المتحدة للانتشار الوقائي في مقدونيا حتى 31 أيار / مايو 1997 وخفض حجمها.
ولوحظ أن قوة الأمم المتحدة للانتشار الوقائي أدت دوراً هاماً في الحفاظ على السلام والاستقرار في مقدونيا. واستمرت الحالة الأمنية في التحسن، لكن الاستقرار والسلام في يوغوسلافيا السابقة لم يتحققا بعد. ومن المأمول أن تستمر التطورات الإيجابية وأن يتراجع حجم قوة الأمم المتحدة للانتشار الوقائي. وقد تحسنت علاقات مقدونيا مع البلدان المجاورة وتم التوصل إلى اتفاق مع جمهورية يوغوسلافيا الاتحادية (صربيا والجبل الأسود) بشأن ترسيم الحدود المشتركة بينهما.
وبتمديد ولاية قوة الأمم المتحدة للانتشار الوقائي حتى 31 أيار / مايو 1997، أشار المجلس أيضاً إلى خفض عنصرها العسكري بمقدار 300 بحلول 30 نيسان / أبريل 1997 بهدف إنهاء ولايتها عندما تسمح الظروف بذلك. وحث جميع الدول الأعضاء على النظر بإيجابية في الطلبات المقدمة من الأمين العام بشأن تقديم المساعدة إلى قوة الأمم المتحدة للانتشار الوقائي، وطلب من الأمين العام أن يقدم تقريراً إلى المجلس بحلول 15 نيسان / أبريل 1997 بشأن التوصيات المتعلقة بمستقبل الوجود الدولي في مقدونيا.

## روابط خارجية
- نص القرار في undocs.org